# Mallorca Championships 2024
Mallorca Championships 2024, oficiálně Mallorca Championships presented by Waterdrop 2024, byl tenisový turnaj na mužském profesionálním okruhu ATP Tour hraný v Mallorca Country Clubu. Čtvrtý ročník Mallorca Championships probíhal mezi 23. a 29. červnem 2024 v západomallorském přímořském letovisku Santa Ponsa na travnatých dvorcích. Představoval závěrečnou přípravu na wimbledonský grandslam.
Turnaj dotovaný 1 005 340 eury patřil do kategorie ATP Tour 250. Nejvýše nasazeným singlistou se stal pátý tenista světa Ben Shelton ze Spojených států, kterého ve čtvrtfinále vyřadil kvalifikant Paul Jubb. Jako poslední přímý účastník do hlavní soutěže nastoupil německý 85. hráč žebříčku Yannick Hanfmann. V důsledku invaze Ruska na Ukrajinu na konci února 2022 řídící organizace tenisu ATP, WTA a ITF s grandslamy rozhodly, že ruští a běloruští tenisté mohli dále na okruzích startovat, ale do odvolání nikoli pod vlajkami Ruska a Běloruska.
Druhý singlový titul na okruhu ATP Tour vybojoval 27letý Chilan Alejandro Tabilo a následně debutoval v první světové dvacítce. Stal se i prvním chilským mužem otevřené éry, který vyhrál turnaj na trávě. Čtyřhru ovládli Brit Julian Cash s Američanem Robertem Gallowayem, kteří získali druhou společnou trofej.

## Rozdělení bodů a finančních odměn

### Rozdělení bodů
| Soutěž  | Soutěž      | vítězové | finalisté | semifinalisté | čtvrtfinalisté | 16 v kole | 28 v kole | Q  | Q2 | Q1 |
| ------- | ----------- | -------- | --------- | ------------- | -------------- | --------- | --------- | -- | -- | -- |
| dvouhra | [ 1 ] [ 5 ] | 250      | 165       | 100           | 50             | 25        | 0         | 13 | 7  | 0  |
| čtyřhra | [ 6 ]       | 250      | 150       | 90            | 45             | 20        | 0         | —  | —  | —  |

Vysvětlivky
1. ↑  Nasazení s volným losem do druhého kola v případě prohry neobdrželi žádné body.'"`UNIQ--ref-00000012-QINU`"'

### Finanční odměny
| Soutěž                                | Soutěž      | vítězové  | finalisté | semifinalisté | čtvrtfinalisté | 16 v kole | 28 v kole | Q2      | Q1      |
| ------------------------------------- | ----------- | --------- | --------- | ------------- | -------------- | --------- | --------- | ------- | ------- |
| dvouhra                               | [ 1 ] [ 5 ] | 141 795 € | 82 715 €  | 48 620 €      | 28 175 €       | 16 360 €  | 9 995 €   | 5 000 € | 2 725 € |
| čtyřhra                               | [ 6 ]       | 49 260 €  | 26 360 €  | 15 450 €      | 8 630 €        | 5 090 €   | —         | —       | —       |
| částka ve čtyřhrách je uvedena na pár |             |           |           |               |                |           |           |         |         |

## Dvouhra mužů

### Nasazení
| Stát                           | Hráč                | ATP | Nasazení |
| ------------------------------ | ------------------- | --- | -------- |
| USA                            | Ben Shelton         | 14. | 1.       |
| Francie                        | Ugo Humbert         | 16. | 2.       |
| Francie                        | Adrian Mannarino    | 21. | 3.       |
| Chile                          | Alejandro Tabilo    | 24. | 4.       |
| Itálie                         | Luciano Darderi     | 34. | 5.       |
| Francie                        | Gaël Monfils        | 38. | 6.       |
| Austrálie                      | Jordan Thompson     | 43. | 7.       |
| USA                            | Christopher Eubanks | 44. | 8.       |
| Žebříček ATP k 17. červnu 2024 |                     |     |          |

### Jiné formy účasti
Následující hráči obdrželi divokou kartu do hlavní soutěže:
- Pablo Carreño Busta
- Fabio Fognini
- Dominic Thiem

Následující hráči postoupili z kvalifikace:
- Paul Jubb
- Constant Lestienne
- Maximilian Marterer
- Adam Walton

Následující hráč postoupil z kvalifikace jako šťastný poražený: 
- Gijs Brouwer

### Odhlášení
před zahájením turnaje
- Márton Fucsovics → nahradil jej  Luca Nardi
- Tallon Griekspoor → nahradil jej  Jakub Menšík
- Tomáš Macháč → nahradil jej  Rinky Hijikata
- Jordan Thompson → nahradil jej  Gijs Brouwer

## Mužská čtyřhra

### Nasazení
| Stát                                                                                    | Hráč              | Stát      | Hráč            | ATP | Nasazení |
| --------------------------------------------------------------------------------------- | ----------------- | --------- | --------------- | --- | -------- |
| USA                                                                                     | Nathaniel Lammons | USA       | Jackson Withrow | 44. | 1.       |
| Belgie                                                                                  | Sander Gillé      | Belgie    | Joran Vliegen   | 58. | 2.       |
| Francie                                                                                 | Sadio Doumbia     | Francie   | Fabien Reboul   | 67. | 3.       |
| Nizozemsko                                                                              | Robin Haase       | Argentina | Andrés Molteni  | 72. | 4.       |
| Žebříček ATP k 17. červnu 2024; číslo je součtem žebříčkového postavení obou členů páru |                   |           |                 |     |          |

### Jiné formy účasti
Následující páry obdržely divokou kartu do hlavní soutěže:
- Dustin Brown /  Daniel Masur
- Lucas Miedler /  Dominic Thiem

### Odhlášení
před zahájením turnaje
- Ariel Behar /  Adam Pavlásek ← nahradili je  Constantin Frantzen /  Hendrik Jebens
- Alexander Erler /  Lucas Miedler → nahradili je  Christian Harrison /  Fabrice Martin
- Santiago González /  Édouard Roger-Vasselin → nahradili je  Santiago González /  Miguel Ángel Reyes-Varela
- Kevin Krawietz /  Tim Pütz → nahradili je  Sriram Baladži /  Luke Johnson

## Přehled finále

### Mužská dvouhra
- Alejandro Tabilo vs.  Sebastian Ofner, 6–3, 6–4

### Mužská čtyřhra
- Julian Cash /  Robert Galloway vs.  Diego Hidalgo /  Alejandro Tabilo, 6–4, 6–4